# بداغ آمریکایی
بداغ آمریکایی (نام علمی: Viburnum nudum)، گیاهی در سردهٔ بداغ از تیره هفت‌کولان است.(این گیاه قبلاً بخشی از آقطیان و خانواده پیچ‌امین‌الدوله بود.)

## توصیف
بداغ آمریکایی درختچهای با برگهای مقابل هم و ساده روی ساقه‌های باریک است.گل‌ها برنگ سفید هستند و در اواخر بهار باز می‌شوند.

## نگارخانه

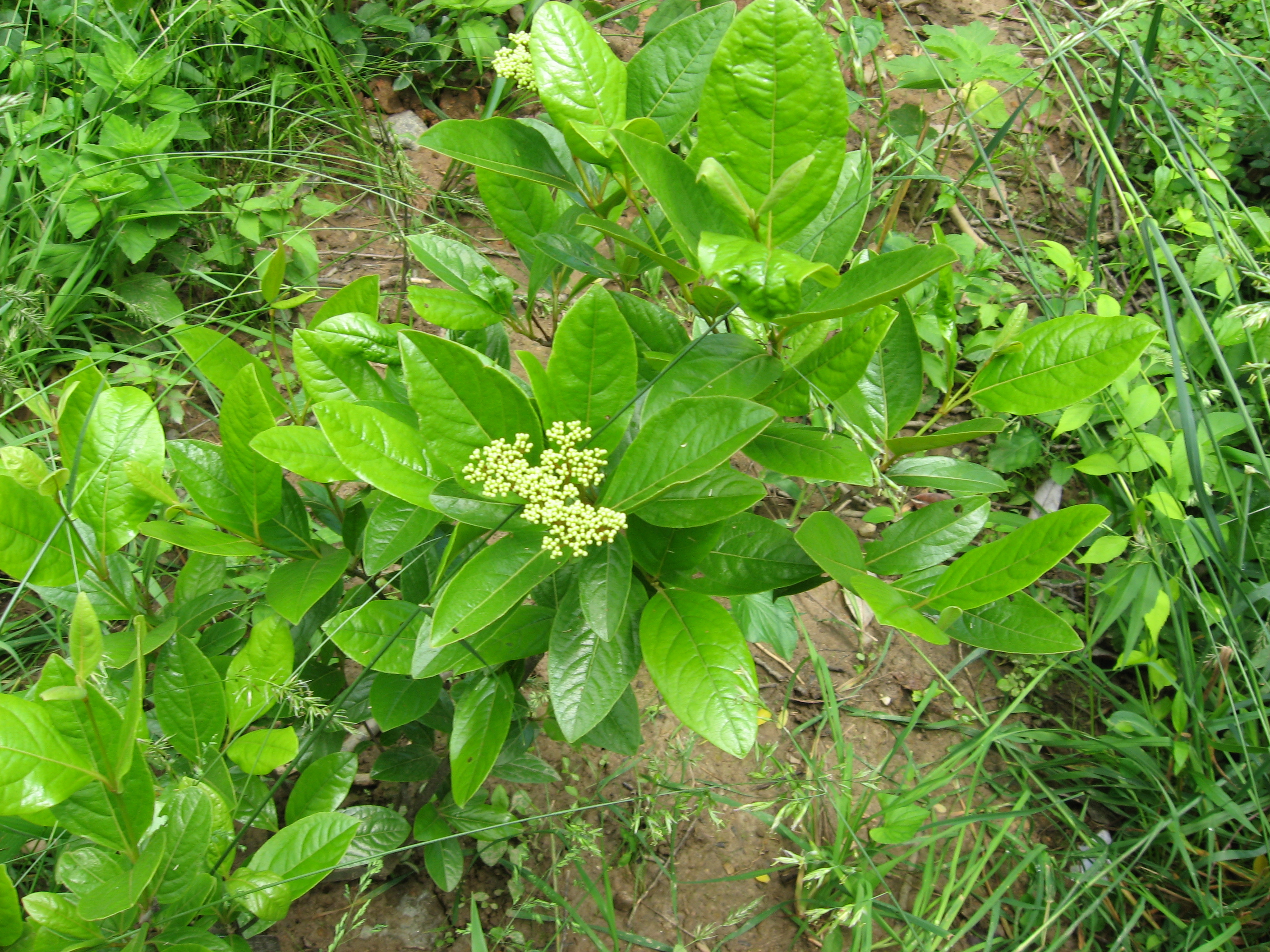
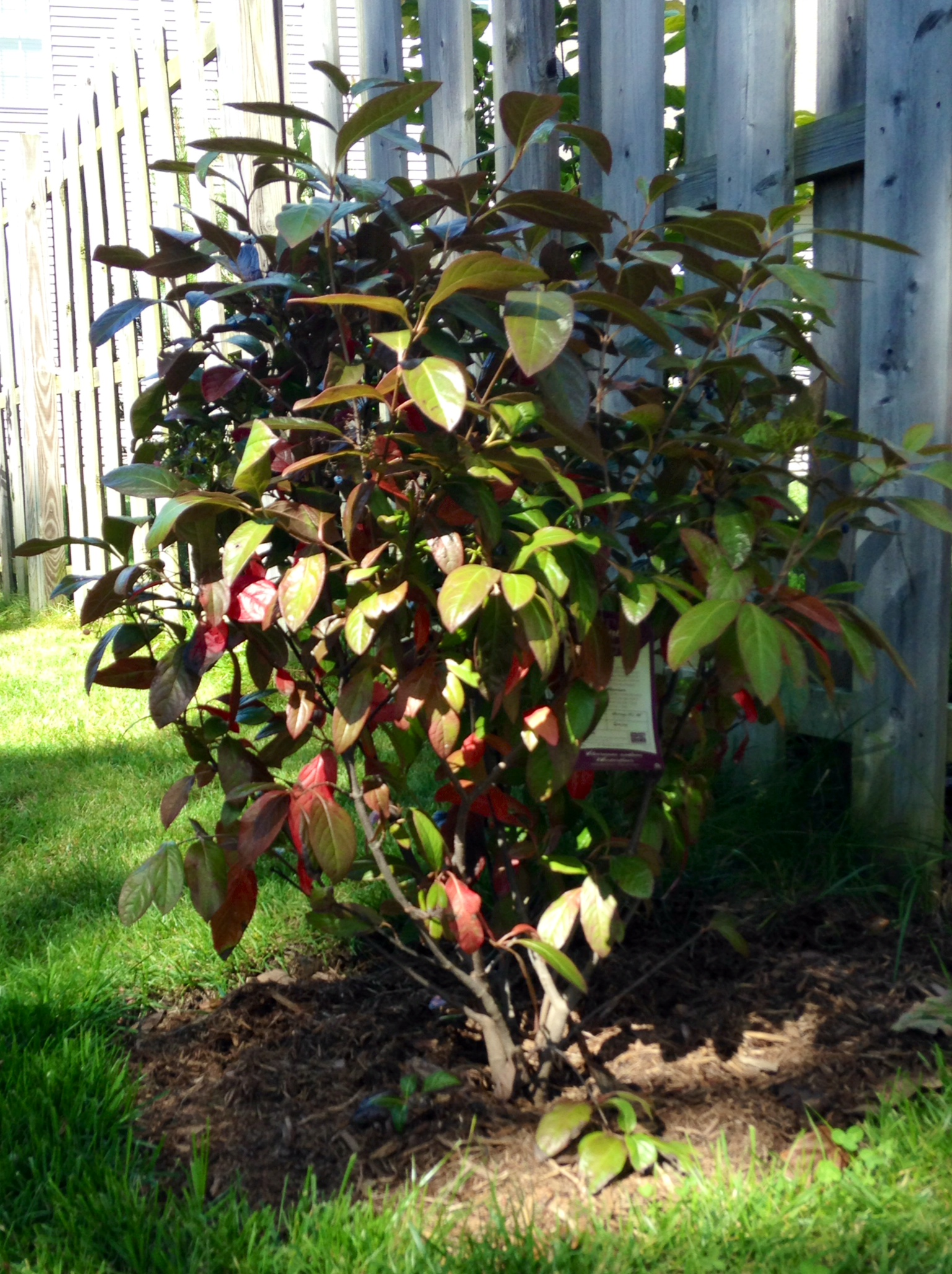